# 斑紋泰波魚
斑紋泰波魚（学名：Boraras maculatus）為輻鰭魚綱鯉形目鯉科的其中一個種。其种加词“maculatus”意为“有斑纹的”。在水族市面上成為小丑燈、三點小丑燈、婆羅洲小丑燈。

## 分布
本魚分布於泰國南部、馬來西亞、新加坡及印尼蘇門答臘、婆羅洲加里曼丹的溪流。

## 特徵
本魚魚體外型不勻稱，尾柄特別細長。側腹上的黑斑與大點波魚的斑紋相似。體成橙色，魚鰭呈淺紅色，背鰭前面幾根鰭條為黑色和粉紅色，雄魚的側腹較平。體長約1-2公分，最長可到2.5公分。

## 生態
本魚棲息於森林溪流。雜食性，主要以蠕蟲與小型甲殼動物為食。飼養在水族箱裡的，可接受人工飼料。

## 經濟利用
為觀賞性魚類，可和其他小型的種類混養。

## 面臨威脅
IUCN紅色名錄 指本物種分佈廣且缺乏任何已知的主要廣泛威脅而將之到為無危物種。世界魚類數據庫則指本物種面臨熱帶雨林開發、污染和水族貿易引起的非法採捕的威脅，於新加坡的族群被認為為極危，而於馬來西亞亦已罕見或有可能已滅絕。